# Włodzimierz Łoziński (dziennikarz)
Włodzimierz Łoziński (ur. 21 lutego 1932 w Rypinie, zm. 14 sierpnia 2015) – polski dziennikarz, w latach 1989–1990 rzecznik prasowy Prezydenta RP Wojciecha Jaruzelskiego.

## Życiorys
Działał w Zarządzie Wojewódzkim Związku Młodzieży Polskiej. Absolwent Uniwersytetu Warszawskiego. Od 1963 do 1974 sprawował kierownicze funkcje w TVP w Warszawie. W latach 1974–1985 korespondent Trybuny Ludu w krajach skandynawskich, USA i Kanadzie. Autor wielu filmów i artykułów o charakterze propagandowym. Od 17 sierpnia 1989 do 22 grudnia 1990 rzecznik prasowy prezydenta Wojciecha Jaruzelskiego.
W latach 1955–1990 członek Polskiej Zjednoczonej Partii Robotniczej. Od 1957 do 1964 był członkiem Komitetu Wojewódzkiego PZPR w Białymstoku, a od 1958 do 1963 kierował tamtejszym Wojewódzkim Ośrodkiem Propagandy. Od 1964 do 1967 pełnił funkcję II sekretarza POP w TVP, a od 1966 do 1969 II sekretarza Komitetu Zakładowego w Radiokomitecie. W latach 1969–1973 członek Komitetu Warszawskiego PZPR. Od 1975 do 1977 był członkiem egzekutywy, a następnie I sekretarzem POP PZPR w Ambasadzie PRL w Sztokholmie.
Został umieszczony na tzw. Liście Kisiela.